# Chinees-Franse Oorlog
De Chinees-Franse oorlog, ook bekend als de Tonkin-oorlog, was een gewapend conflict dat duurde van augustus 1884 tot april 1885, waarbij Frankrijk de Chinese macht probeerde te breken in Tonkin in het noorden van Vietnam. De oorlog liep uit op een nederlaag voor China. Beide landen sloten het Verdrag van Tianjin, waarmee Frankrijk het merendeel van zijn doelen verwezenlijkte.

## Voorgeschiedenis

### Franse kolonisatie in Vietnam

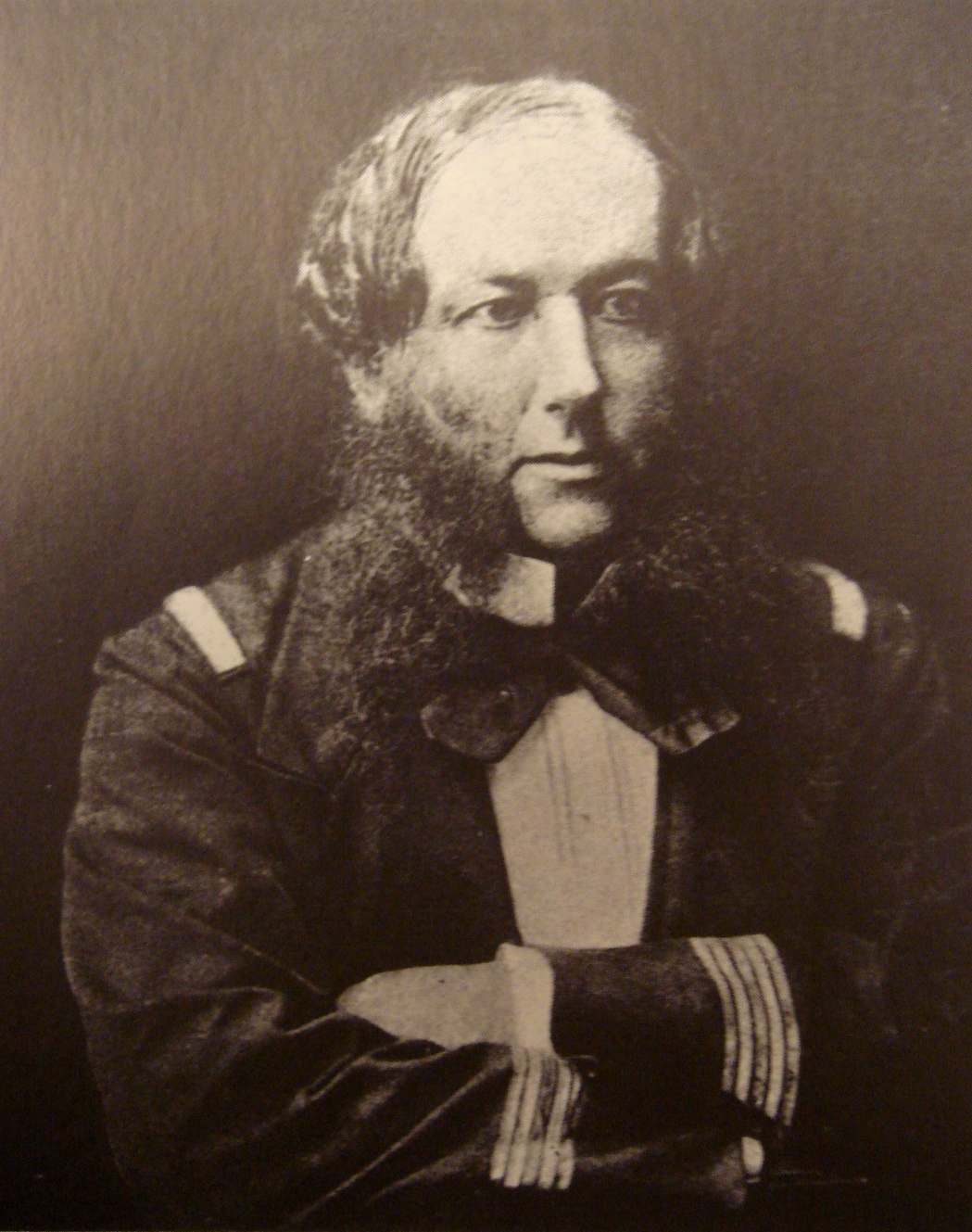
De Franse commandant Henri Rivìere

De Franse interesse in Noord-Vietnam dateerde vanaf het einde van de 18e eeuw. De Franse priester Pierre Pigneau de Béhaine wierf toen vrijwilligers met als doel de Vietnamees Gia Long, de eerste heerser uit de Nguyen-dynastie, aan de macht te helpen. Op die manier hoopte hij Frankrijk en de Rooms-Katholieke Kerk in een gunstige positie te manoeuvreren. In 1858 begon Frankrijk met de annexatie in het zuiden van Vietnam, het feitelijke begin van de kolonie Frans-Cochin-China dat later opging in Frans-Indochina.
Franse ontdekkingsreizigers kwamen erachter dat de Rode Rivier ontsprong in de Chinese provincie Yunnan. Zij hoopten een winstgevende, binnenlandse handelsroute ontdekt te hebben, waarmee de dure tolhavens aan de Chinese kust omzeild konden worden. Het belangrijkste obstakel naar dat doel was het Zwarte Vlagleger onder leiding van Liu Yongfu. Deze groep hief hoge belastingen over elke handel over de rivier nabij Lào Cai.
Een kleine Frans expeditieleger onder leiding van luitenant Francis Garnier reisde in 1873 naar het noorden van Vietnam om een einde te maken aan deze situatie. Na een reeks Franse overwinningen versloeg het leger van Liu Yongfu de Fransen onder de muren van Hanoi. Daarbij werd Garnier gedood.
De Franse commandant Henri Rivìere werd in 1881 met een kleine legergroep richting Hanoi gestuurd om Vietnamese klachten over Franse handelaren te onderzoeken. Ondanks een verbod van zijn oversten bestormde Rivière de citadel van Hanoi op 25 april 1882. Hij gaf de citadel na afloop weer terug aan de Vietnamezen, maar China en Vietnam werden wel onrustig. De Vietnamese regering was niet in staat om zelf Rivière aan te pakken en schakelde wederom Liu Yongfu met zijn goed georganiseerde leger in. Hij pakte de Fransen hard aan. Vietnam zocht ook toenadering tot China, onder wiens invloedssferen zij als vazalstaat viel. China stemde erin toe Liu Yongfu te steunen.

### Spanningen tussen China en Frankrijk

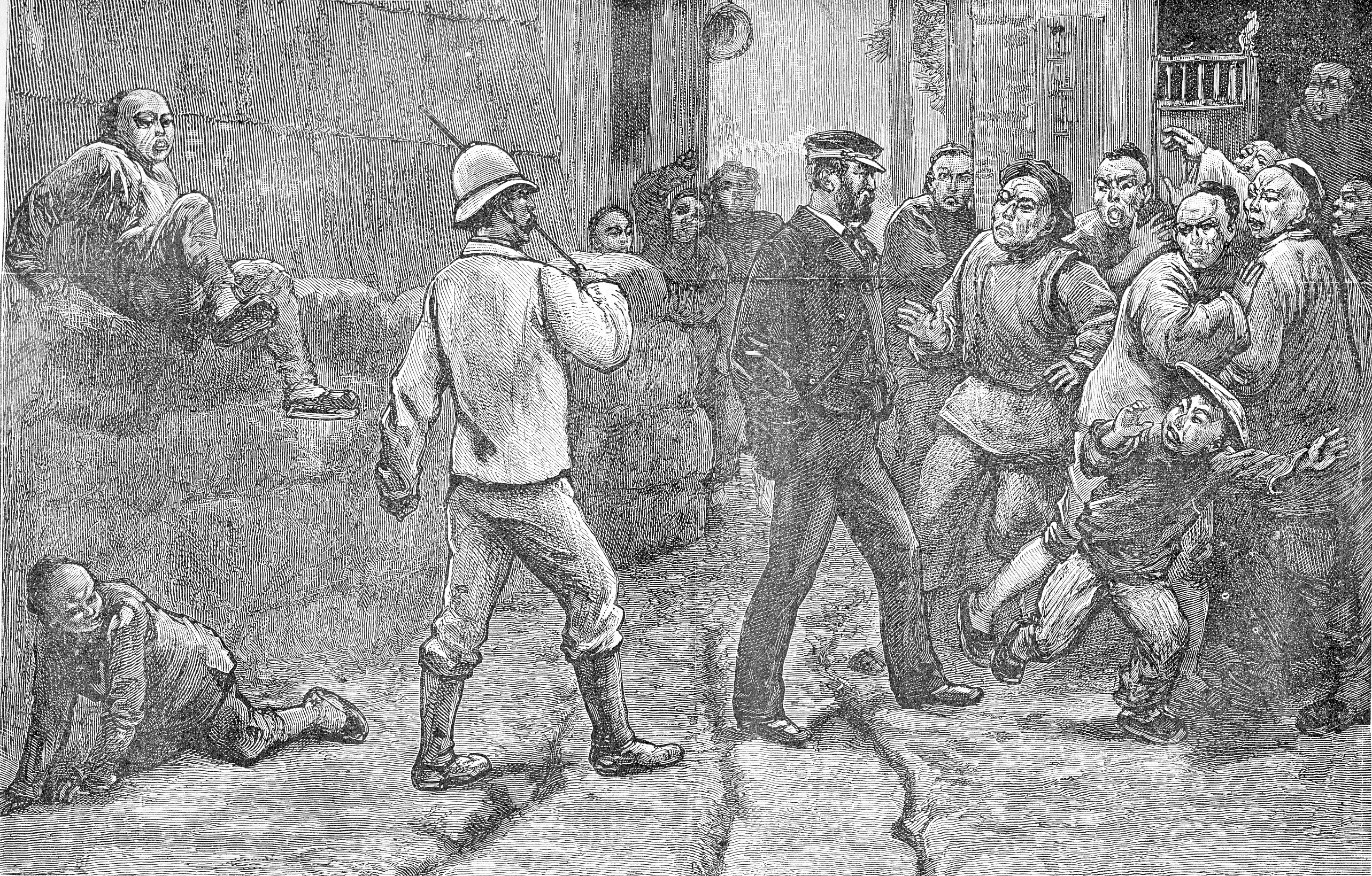
Haatgevoelens tegen buitenlanders in Guangzhou

De regerende Qing-dynastie stuurde in de zomer van 1882 troepen naar Yunnan en Guangxi als signaal dat zij Tonkin niet zomaar in Franse handen zou laten vallen. Yunnan was voor Frankrijk bovendien aantrekkelijk doelwit omdat het rijk was aan grondstoffen. De Chinese troepen trokken de grens over en bezette verschillende Vietnamese steden. De Franse ambassadeur in China Frédéric Bourée wilde niets weten van een oorlog met China en kwam tot een overeenkomst met de Chinese staatsman Li Hongzhang om Tonkin tussen beide landen te verdelen. Vietnam werd niet geraadpleegd hierover.
Rivière moest weinig van deze afspraak weten en besloot de kwestie op de spits te drijven. Hij had vanuit Frankrijk een extra infanteriebataljon toegestuurd gekregen. Hij nam op 28 maart 1883 de citadel van Nam Dinh in. Het Zwarte Vlagleger viel in zijn afwezigheid Hanoi aan, maar werd daar verdreven door het plaatselijke Franse bataljon.
In Frankrijk zelf was intussen Jules Ferry aangetreden als nieuwe premier. Hij was voorstander van verdere koloniale expansie en steunde Rivière. Het verdrag dat Bourée had gesloten met China werd afgewezen. Dat betekende niet dat Tonkin zonder slag of stoot kon worden opgenomen. Op 10 mei 1883 leed Frankrijk een gevoelig verlies, waarbij Rivière en verschillende andere hoge commandanten omkwamen. De dood van Rivière riep veel reactie op in Frankrijk, waardoor er snel extra versterkingen werden gestuurd naar Tonkin.
De Franse admiraal Amédée Courbet bestormde op 20 augustus 1883 de forten die de toegang bewaakten tot de Vietnamese hoofdstad Huế. Hij won en de Vietnamese regering sloot onder grote druk het Verdrag van Huế, waarmee Tonkin een Frans protectoraat werd. Intussen viel in het noorden een Frans expeditieleger de troepen van Liu Yongfu aan. Zij brachten hem verliezen aan, maar slaagden er niet in hem definitief te verslaan. Aan eigen zijde vielen ook de nodige doden.
Frankrijk bereidde een groot offensief voor tegen het Zwarte Vlagleger voor het najaar van 1883. Intussen probeerden zij China over te halen de steun aan Liu Yongfu op te schorten. Onderhandelingen in Shanghai leverden niets op, omdat de Chinezen in de veronderstelling waren dat de Franse regering een grote oorlog met China niet zag zitten. Intussen haalde de Franse regering Duitsland over om de levering van twee slagschepen aan China te vertragen.
De Fransen meenden dat een aanval op Liu Yongfu waarschijnlijk zou leiden tot oorlog met China, maar calculeerden in dat een snelle overwinning in Tonkin de Chinezen voor een fait accompli zou stellen. Admiraal Courbet kreeg de zeggenschap over de campagne. Een eerste aanval op 14 december 1883 bij de stad Sơn Tây leverde aan Franse zijde veel slachtoffers op. Een tegenaanval van Liu Yongfu's soldaten leverde aan diens zijde eveneens veel slachtoffers op. Op 16 december namen de Fransen uiteindelijk de stad in. De kosten aan Franse zijde waren hoog: 83 doden en 320 gewonden.

### Verdrag van Tianjin
Vanuit Frankrijk en de Franse kolonies in Afrika arriveerden nieuwe troepen. In maart 1884 bedroeg de omvang van het Franse leger zo'n tienduizend man. Generaal Charles-Théodore Millot nam het bevel over van admiraal Courbet. Het eerste doelwit was Bắc Ninh, waar een sterke Chinese legermacht gestationeerd was. Het moraal aan Chinese zijde was echter zeer laag, waardoor de strijd uitmondde in een makkelijke overwinning voor Frankrijk.
Verdere Franse successen in het voorjaar brachten de Chinese keizerin-regentes Cixi tot de conclusie dat China gebaat was bij een snelle vrede. Zij wist van de Franse expansieplannen in Afrika en ging ervan uit dat Frankrijk geen trek had in een langdurige oorlog in Azië. In mei 1884 sloten China en Frankrijk een akkoord in Tianjin. China werd vertegenwoordigd door Li Hongzhang en Frankrijk door kapitein François-Ernest Fournier. In het verdrag erkende China het Franse protectoraat in Tonkin en in Annam. Frankrijk had 250 miljoen frank aan herstelbetalingen geëist, maar nadat keizerin-weduwe Cixi deze eis had afgewezen zette Fournier op dit punt niet verder door.
Er werd afgesproken dat er een vervolgakkoord kwam met precieze afspraken over het verloop van de grens en de handel tussen beide landen. Met Vietnam sloot Frankrijk een hernieuw Akkoord van Huế, waarin als aanvulling op het eerdere akkoord werd afgesproken dat Frankrijk militairen mocht legeren op strategisch belangrijke punten en in de belangrijkste steden bestuurders mocht installeren.
Fournier was geen ervaren diplomaat en het Verdrag van Tianjin bevatte daardoor wel wat losse eindjes. Zo waren er geen afspraken gemaakt over het moment dat China zijn militairen precies zou terugtrekken uit Tonkin. Het akkoord werd zeer slecht ontvangen in China, waardoor de Chinese regering geen haast maakte met de terugtrekking. Frankrijk had juist verwacht dat China direct zou beginnen met de uitvoering van het verdrag. Op 23 juni stuitte een Frans legertje onder leiding van luitenant-kolonel Alphonse Dugenne op een sterke Chinese legergroep die het stadje Bắc Lệ bezet hield. De Chinezen legden een ultimatum naast zich neer en opende het vuur. Na twee dagen van vechten slaagden de Fransen erin te ontkomen.
De Franse regering eiste excuses, wat zij niet kreeg van China. Wel stond China open voor nieuwe onderhandelingen. Frankrijk was niet bereid tot compromissen. De stad Keelung op het noordelijkste puntje van Taiwan werd bezet, met als doel de Chinezen te dwingen Tonkin te verlaten. De Chinezen slaagden er echter in om de Fransen van Taiwan te verdrijven.

## Oorlog

### Vernietiging van de Chinese zuidelijke vloot
Onderhandelingen tussen China en Frankrijk werden gestaakt. Op 22 augustus vielen de Fransen de Chinese vloot nabij Fuzhou aan. Daarbij werden binnen een uur negen schepen tot zinken gebracht, met bijna drieduizend doden als gevolg. Aan Franse zijde was de schade minimaal. De Franse aanval leidde in China tot een uitbraak van patriottisme, waarbij buitenlanders en buitenlandse bezittingen werden aangevallen. In september 1884 meerde een Frans Ironclad-schip aan in de Britse kolonie Hong Kong voor reparatiewerkzaamheden. Dit leidde tot een massale staking van Chinese dokwerkers. Andere dokwerkers werden verhinderd naar hun werk te gaan.

### Invasie van Taiwan
De Fransen deden op 1 oktober een nieuwe poging om Keelung in te nemen. Twaalfhonderd Fransen zetten voet aan wal op het noordelijk deel van Taiwan. Zij namen Keelung in, maar waren te weinig in aantal om de in de buurt gelegen kolenmijnen in te nemen. Daarmee bleef de expeditie achter bij de Franse verwachtingen.
In de loop van het najaar breidde de Fransen hun troepenmacht uit naar vierduizend man. Tegenover hen lag een Chinees leger van drieëntwintigduizend soldaten. Elke poging van de Fransen om verder op te rukken liep op niets uit. Intussen legde de Franse marine een blokkade rondom Taiwan. Mogelijk was de Chinese noordelijke vloot in staat geweest om de blokkade te breken, maar deze werd niet eens ingezet. Li Hongzhang, onder wiens commando de vloot stond, weigerde deze in te zetten, bang om de zeggenschap over de vloot te verliezen. In China was geen centraal gezag binnen de marine. De noordelijke en zuidelijke vloot concurreerden juist met elkaar en hadden daardoor soms wisselende belangen.
De zuidelijke vloot deed in februari 1885 een poging om de blokkade te breken, maar de meeste schepen sloegen op de vlucht toen zij de Franse boten in het zicht kregen. De Franse vloot onder leiding van admiraal Courbet slaagde erin een fregat en zeilboot klem te zetten. Op 14 februari vuurden zij twee torpedo's af op de boten, die beide geraakt werden. Daarna brachten de Chinezen de boten zelf tot zinken. Vervolgens slaagden admiraal Courbet erin de rest van de vloot, die haar toevlucht had gezocht tot de Baai van Zhenhai, voor de rest van de oorlog buiten spel te zetten door de baai te blokkeren.
Onder Chinese druk besloot de Britse regering dat de Franse oorlogsschepen niet langer welkom waren in Hong Kong en andere Britse havens in het Verre Oosten.
Op 31 maart bezette de Fransen de eilandengroep Pescadores vijftig kilometer ten oosten van Taiwan. Admiraal Courbet wilde er blijvend steunpunt voor de Franse vloot van maken. Omdat de oorlog in de weken daarna afliep kwam zijn wens niet uit.

### Rijstblokkade
De Franse regering gaf admiraal Courbet vervolgens de order om een rijstblokkade te beginnen. Door de toegang tot de Jangtsekiang te blokkeren hoopte zij de Qin-dynastie verder onder druk te zijn. Door de grote bevolking was de Chinese bevolking deels afhankelijk van de import van rijst, doordat de eigen akkers niet genoeg voedsel opleverden om alle monden te voeden. De oorlog was echter al afgelopen voordat de effecten van de blokkade duidelijk merkbaar werden.

### Gevechten in Tonkin

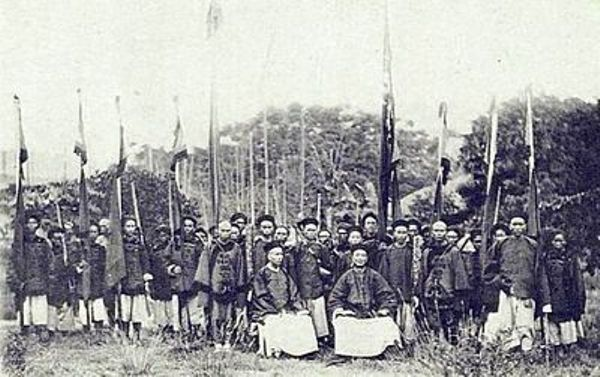
Chinese soldaten tijdens de Chinees-Franse oorlog

In Tonkin kampte generaal Milot met gezondheidsproblemen en legde het opperbevel neer. Hij werd vervangen door generaal Brière de l'Isle. Zijn eerste doel was de Chinese invasie van de Rode Rivier-delta tegen te gaan. Zij waren in september 1884 opgerukt en beschoten Franse boten in de Luc Nam-vallei. De l'Isle stuurde meteen een eenheid van drieduizend man richting de vallei, waarna de Chinezen in de dagen daarop verslagen werden. De publieke opinie in Europa reageerde geschokte toen bekend werd dat de Fransen gewonde Chinese soldaten doodschoten. Andersom loofden de Chinezen een geldbedrag uit voor het hoofd van een Franse soldaat.
De Franse strategie in Tonkin was het onderwerp van de debat in het Franse parlement. De Franse minister van Defensie Jean-Baptiste-Marie Campenon vond dat de Fransen hun positie moesten consolideren in het deltagebied. Zijn opponenten vonden dat de Fransen moesten oprukken naar Noord-Tonkin. Een debat over de te volgen strategie leidde tot Campenons aftreden. De havik Jules Louis Lewal volgde hem op. Hij gaf generaal De l'Isle de opdracht om meteen op te rukken naar Lang Son.
Het kostte het Franse leger een maand van voorbereidingen voor ze in de aanval gingen. Op 3 februari 1885 trok een colonne van meer zevenduizend man in tien dagen naar Lang Son. Onderweg raakte zij verschillende keren in gevecht met de Chinezen. Lang Son werd op 13 februari ingenomen. De inname van de stad opende ook de weg om het beleg van Tuyên Quang te doorbreken. Sinds november 1884 werd in deze stad een klein garnizoen van vierhonderd Fransen en tweehonderd Tonkinese hulptroepen belegerd. Het leek een kwestie van tijd voordat de stad zou vallen, maar op 3 maart werd het beleg opgeheven als gevolg van de oprukkende Fransen.
Tegen het einde van februari 1885 waren de Fransen er in geslaagd om de Chinezen grotendeels uit Tonkin te verdrijven. Er ontstond daarna een patstelling waarbij beide kampen weinig actie onder namen. De Franse regering zette de Franse opperbevelhebber onder druk om China binnen te trekken om zo de Chinese regering te dwingen om zich naar de onderhandelingstafel te begeven. Generaal De l'Isle ging daar pas toe over toen hij eind maart beschikte over genoeg versterkingen. De aanval liep voor de Fransen op een fiasco uit en zij keerden terug naar hun oorspronkelijke posities.

### Opgeven van Lang Song

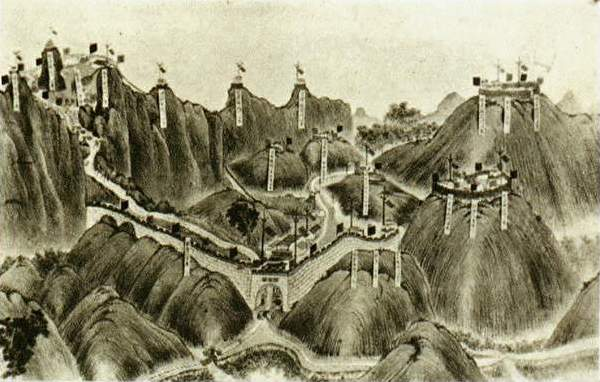
Chinese fortificaties bij de Zhennan-pas

Na een Franse nederlaag bij de Zhennan-pas kwam Lang Song kwam onder Chinees beleg te liggen, maar dit leidde weer tot honderden doden aan Chinese zijde. De Franse leidinggevende werd geraakt door een kogel en vervangen door luitenant-kolonel Paul-Gustave Herbinger. Herbinger schatte de situatie totaal verkeerd in en dacht dat de Fransen aan de verliezende hand waren. Hij besloot vervolgens het hele leger terug te trekken, met achterlating van grote voorraden aan voedsel en munitie. De Chinese generaal Pan Dingxin werd door sympathisanten ingelicht over de Franse vlucht en nam vervolgens Lang Son in.

### Vredesverdrag
Generaal De l'Isle was ten onrechte gealarmeerd door het terugtrekken van Herbinger. Hij stuurde een pessimistische telegram naar Parijs. Die telegram leidde tot grote opschudding in het Franse parlement. Er werd een motie van wantrouwen aangenomen tegen de regering van premier Ferry, waarop zij aftrad. Zijn opvolger Henri Brisson stuurde direct aan op vrede met China. China en Frankrijk kwamen overeen dat het Akkoord van Tienstsin werd uitgevoerd, zonder dat Frankrijk schadevergoeding kreeg als gevolg van de geleden schade door de oorlog. Daarmee werd de Franse zeggenschap over Tonkin wel erkend. De gevechten eindigden op 4 april, het vredesverdrag werd op 9 juni getekend in Tianjin door Li Hongzang en de Franse ambassadeur Jules Patenôtre.

### Spanningen tussen Japan en China
Japan had zijn voordeel gedaan met de oorlog tussen China en Frankrijk. Japan probeerde de Chinese positie in Korea, op dat moment een Chinees protectoraat te ondermijnen. De Chinese keizerin-weduwe Cixi zag Japan als een grotere bedreiging voor China's onafhankelijkheid dan Frankrijk en stuurde direct aan op vrede, zeker toen Rusland – dat zijn oog had laten vallen op gebieden in het noorden van China – dreigde om zich in de oorlog te mengen. In februari en maart 1885 werden in China geheime onderhandelingen tussen China en Frankrijk gehouden. Cixi was bovendien bang dat Frankrijk Taiwan volledig in zou nemen, waardoor het eiland voor China verloren zou zijn. De val van de regering van premier Ferry ruimde de laatste obstakels voor vrede uit de weg.

## Nasleep
Het vredesverdrag gaf Frankrijk grotendeels wat het wilde. De Franse troepen op Taiwan en de Pescadores-eilanden werden geëvacueerd. Admiraal Courbet had de eilandengroep willen houden om tegenwicht te kunnen bieden tegen de Britse kolonie Hongkong. De Chinezen gaven op hun beurt de stad Lang Son op, waarmee Tonkin volledig in Franse handen viel. In de jaren daarna werden de restanten van het Vietnamese binnenlandse verzet opgeruimd. Cochin-China, Annam en Tonkin (de drie gebieden die het huidige Vietnam vormen) en Cambodja gingen op in Frans Indo China. Na de Frans-Siamese oorlog van 1893 werd Laos hieraan toegevoegd.
In Frankrijk zelf liepen steeds minder mensen warm voor de uitbreiding van het rijk met nieuwe kolonies. Het kostte premier Ferry zijn politieke carrière, zijn opvolger Henri Brisson trad af in aanloop naar het debat over de kwestie in 1885. Georges Clemenceau en andere tegenstanders van kolonisatie probeerden deze kans aan te grijpen om Tonkin op te geven. Een voorstel om de Franse troepen terug te halen strandde met 274 tegen 270 stemmen.
In China droeg de oorlog bij aan de groei van de opkomende nationalistische beweging en het verdere verval van de Qin-dynastie. Het verlies van de zuidelijke vloot werd als zeer vernederend ervaren. De Chinese regering besloot de bevelstructuur van de marine te hervormen en in te richten naar het model van de Europese machten. Door corruptie en gebrekkig leiderschap hadden deze hervormingen weinig effect. Er werden een aantal moderne slagschepen aangeschaft, maar deze werden allemaal vernietigd of vielen in vijandelijke handen tijdens de Chinees-Japanse oorlog van 1893.